# Рамон Абатті
Рамон Абатті Абель (18 вересня 1989, Арарангуа) — бразильський футбольний арбітр. Судив матчі на літніх Олімпійських іграх 2024 року у Франції.

## Кар'єра
Абатті народився в Санта-Катаріні, з 2017 року судив матчі місцевої федерації, а у 2020 році приєднався до CBF.
З 2023 року арбітр КОНМЕБОЛ та ФІФА. Дебютував в матчі групового етапу Копа Лібертадорес між «Депортіво Перейра» та «Монагасом» у травні 2023 року. Незабаром після цього він судив на чемпіонаті світу U-20 2023 року в Аргентині, де йому було довірено провести чотири матчі, включаючи матч за третє місце.
На його рахунку кілька спірних матчів, наприклад, суддівство матчу чемпіонату Бразилії Серії А 2023 між Ботафого та Палмейрасом, а також фіналу турніру чемпіонат Катаріненсе 2024.
Рамон Абатті був обраний одним із бразильських арбітрів на літні Олімпійські ігри 2024 року, разом із Едіною Алвес Батістою. Він став першим чоловіком-арбітром за 28 років, який обслуговував жіночий матч на рівні ФІФА — востаннє таке траплялося на Олімпійських іграх 1996 року. 9 серпня 2024 року, разом Рафаелом Алвесом та Гільєрме Каміло, судив матч за золоті медалі Літніх Олімпійських ігор 2024 між Францією та Іспанією, який проходив на стадіоні «Парк де Пренс» у Парижі.